# Dean Acheson
Dean Gooderham Acheson ([ˈætʃᵻsən]; 11. dubna 1893 – 12. října 1971) byl americký politik a právník. Sloužil jako ministr zahraničí USA pod prezidentem Harry S. Trumanem v letech 1949 až 1953 a hrál ústřední roli při definování americké politiky v době studené války. Účastnil se příprav Marshallova plánu, měl významný podíl na formulování Trumanovy doktríny a na vzniku NATO. Během vyšetřování v dobách mccarthismu Acheson jako ministr bránil své podřízené před obviněními z homosexuality a komunismu.
Nejznámějším Achesonovým rozhodnutím byla podpora americké intervence v korejské válce v červnu 1950. Prezidenta Trumana také přesvědčil, aby podpořil francouzské síly v Indočíně, i když v roce 1968 nakonec prezidentu Lyndonu B. Johnsonovi radil jednat o míru se Severním Vietnamem. Během kubánské krize ho prezident John F. Kennedy jmenoval členem strategické poradní skupiny ExComm.